# Peter D. Ashlock
Peter D. Ashlock (ur. 22 sierpnia 1929 w San Francisco, zm. 26 stycznia 1989 w Lawrence) – amerykański systematyk i entomolog, specjalizujący się w hemipterologii.

## Życiorys
Peter Ashlock urodził się 22 sierpnia 1929 roku w San Francisco w Kalifornii. Od dzieciństwa wykazywał zainteresowanie owadami. W 1952 roku otrzymał stopień Bachelor of Science na Uniwersytecie Kalifornijskim w Berkeley. Na uczelni tej znalazł się pod wpływem amerykańskiego hemipterologa, Roberta L. Usingera. Przez dwa lata służył jako specjalista od ekologii owadów na poligonie Dugway Proving Ground w stanie Utah. Podczas tej służby rozwinął zainteresowanie Lygaeoidea. Następnie pracował z hemipterologiem Jamesem A. Slaterem na University of Connecticut w Storrs. Na uczelni tej otrzymał w 1956 roku tytuł magistra. Tam też poznał swoją żonę, Virginię Harris, z którą wziął ślub 25 czerwca 1956 roku.
Potem na krótko wrócił do Uniwersytetu w Berkeley. W 1958 roku otrzymał zatrudnienie na Wydziale Badań Entomologicznych Departamentu Rolnictwa Stanów Zjednoczonych przy Narodowym Muzeum Historii Naturalnej w Waszyngtonie. Podjął studia doktorskie na Uniwersytecie Marylandu. W 1960 roku znów wrócił do Uniwersytetu Kalifornijskiego w Berkeley zmieniając temat pracy doktorskiej. 
W 1964 roku odbył wraz z Usingerem wyprawę badawczą do Ekwadoru i Wyspy Kokosowej. W tym samym roku znalazł zatrudnienie jako kurator w Bishop Museum w Honolulu na Hawajach. W trakcie pobytu tam odbywał nie tylko wyprawy do wysp archipelagu, ale także do krajów Azji Wschodniej i Południowo-Wschodniej. W 1966 roku otrzymał stopień doktora na Uniwersytecie Kalifornijskim w Berkeley. W Bishop Museum pozostawał zatrudniony do 1967 roku.
W latach 1967–1968 wykładał na University of Connecticut. W 1968 roku przeniósł się na Uniwersytet Kansas, gdzie wykładał do ostatniego roku życia. Tam też w 1981 roku został profesorem zwyczajnym. W czasie pobytu na tej uczelni odbywał wyprawy do Panamy, na wyspy Pacyfiku. Zmarł 26 stycznia 1989 roku w Lawrence w stanie Kansas.

## Praca naukowa
Peter D. Ashlock jest autorem około 50 publikacji naukowych. Dotyczą one głównie pluskwiaków różnoskrzydłych z rodziny zwińcowatych i ogólnie nadrodziny Lygaeoidea. Wyspecjalizowany był zwłaszcza w podrodzinie Orsillinae, w przypadku której przeprowadził rewizję fauny światowej. Opisał 106 nowych dla nauki gatunków, 13 nowych rodzajów oraz 3 nowe plemiona. Oprócz Lygaeoidea wśród opisanych przez niego taksonów znajdują się przedstawiciele Thaumastocoridae i Urostylidae. Jako pierwszy badał szczegóły zastosowania morfologii samczego aparatu kopulacyjnego w systematyce pluskwiaków nie tylko na szczeblu gatunkowym, ale także na szczeblach wyższych. Wykazywał także zainteresowanie ogólną metodologią systematyki. Był zwolennikiem stosowania analiz kladystycznych, ale przeciwnikiem dominującego wśród nowoczesnych taksonomów dążenia do tworzenia wyłącznie taksonów monofiletycznych; popierał zachowanie w systematyce taksonów parafiletycznych.
Badania terenowe prowadził nie tylko w różnych częściach kontynentalnych Stanów Zjednoczonych, ale także na Hawajach, Markizach, Tahiti, Galapagos, Wyspie Kokosowej, w Japonii, Tajlandii, Laosie, Wietnamie, Panamie i Ekwadorze.
Był członkiem Entomological Society of America, Entomological Society of Washington, Kansas Entomological Society, Pacific Coast Entomological Society, Society of Systematic Zoology, Sigma Xi oraz American Society of Plant Taxonomists.
Jego zbiory zdeponowane są na Uniwersytecie Kansas.